# أندريه سموليكوف
اندري سموليكوف (بالروسية: Андрей Игоревич Смоляков)‏ هو ممثل روسي (وحمل سابقاً جنسية الاتحاد السوفيتي)، ولد في 24 نوفمبر 1958 ببودولسك في روسيا. بدأ مشواره المهني سنة 1977، ومن الجوائز التي نالها فنان الشعب الروسي وجائزة الدولة لروسيا الاتحادية ‏ سنة 2003.

## أعمال

### أفلام
- (2013) ستالينغراد
- (2016) فيلم فايكنج

## جوائز
- فنان الشعب الروسي
- جائزة الدولة لروسيا الاتحادية [الإنجليزية]‏ (2003)

## وصلات خارجية
- أندريه سموليكوف على موقع IMDb (الإنجليزية)
- أندريه سموليكوف على موقع روتن توميتوز (الإنجليزية)
- أندريه سموليكوف على موقع قاعدة بيانات الأفلام العربية
- أندريه سموليكوف على موقع ألو سيني (الفرنسية)
- أندريه سموليكوف على موقع أول موفي (الإنجليزية)
- أندريه سموليكوف على موقع قاعدة بيانات الفيلم (الإنجليزية)
- أندريه سموليكوف على موقع ليتربوكسد (الإنجليزية)
- أندريه سموليكوف على موقع كينوبويسك (الروسية)